# Gimantis marmorata
Gimantis marmorata är en bönsyrseart som beskrevs av Brunner 1892. Gimantis marmorata ingår i släktet Gimantis och familjen Mantidae. Inga underarter finns listade i Catalogue of Life.